# ATV-004 Albert Einstein
L'ATV-004 Albert Einstein è stata una missione di supporto senza equipaggio alla ISS. Lo scopo della missione era quello di rifornire la Stazione spaziale internazionale di propellente, acqua, cibo e ossigeno. L'Albert Einstein è il penultimo ATV ad essere costruito i lanci degli ATV sono stati conclusi con il lancio del quinto ATV. I componenti dell'ATV Albert Einstein sono stati costruiti in parte a Torino e a Brema.
Il lancio è stato effettuato dallo spazioporto dell'ESA, a Kourou alle 21:52:11 UTC (23:52:11 CEST) del 5 giugno 2013, utilizzando il vettore Ariane 5.
L'ATV-004 ha effettuato il docking alla ISS alle 14:07 UTC (16:07 CEST) del 15 giugno 2013. Si è sganciato dalla ISS il 28 ottobre ed il suo disintegrarsi nell'atmosfera è stato ripreso dalla Stazione Spaziale.

## Nome
Il quarto ATV è stato battezzato in onore del celeberrimo fisico del XX secolo, su proposta dalla delegazione svizzera all'ESA. Einstein è infatti nato in Germania ma ha trascorso in Svizzera i suoi primi anni di carriera. Tra i vari rifornimenti, la navetta ha portato sulla stazione una copia della prima pagina manoscritta del famoso articolo "Die Grundlagen der allgemeinen Relativitätstheorie" ("I fondamenti della teoria della relatività generale"), scritto da Einstein nel 1916. 

## Missione

### Scopi
Gli scopi primari della missione erano:
- rifornire la stazione spaziale internazionale
- eseguire le manovre di innalzamento dell'orbita della stazione, per il controllo del suo assetto e, se necessario, per evitare detriti orbitali. La stazione viene rallentata costantemente dall'attrito con l'atmosfera terrestre. I suoi strati superiori, seppur molto rarefatti, causano un decadimento dell'orbita che deve essere periodicamente compensato da manovre orbitali. Queste, chiamate Reboost Maneuvre, possono essere effettuate tramite i propulsori stessi della stazione oppure dai propulsori delle navette attraccate ad essa. I detriti orbitali sono monitorati costantemente per rilevare possibili traiettorie di collisione con la stazione. In questo caso, la stazione modifica la sua orbita per evitarli con una manovra chiamata Debris Avoidance Manoeuvre (DAM). Anche in questo caso possono essere utilizzati i propulsori della stazione oppure quelli di una navetta.
- essere utilizzata come deposito per i rifiuti e i materiali non più utili. Il carico di rifiuti era distrutto assieme alla navetta durante il rientro atmosferico a fine missione.

### Carico della missione
Il carico utile trasportato dall'ATV era suddiviso in Dry Cargo e Fluid Cargo (o Wet Cargo). Il Dry cargo comprendeva l'equipaggiamento e i materiali per gli esperimenti scientifici, i componenti, le parti di ricambio, il cibo e i vestiti, e veniva alloggiato nel vano pressurizzato dell'Integrated Cargo Carrier (ICC). Il Wet Cargo era costituito da diversi fluidi di rifornimento: acqua potabile, gas (ossigeno, azoto o aria), e propellente. I contenitori erano posti nella parte non pressurizzata dell'ICC. Il propellente veniva in parte trasferito ai serbatoi della stazione spaziale ed in parte utilizzato dalla navetta per le manovre di innalzamento dell'orbita, per il controllo dell'assetto e se necessario, per la manovra tesa ad evitare detriti orbitali. 
A partire dall'ATV-2 sono state migliorate le procedure di carico della navetta, tramite l'uso di un montacarichi speciale che permetteva di aggiungere del carico nella sezione pressurizzata dell'ATV quando era già stato installato sul lanciatore Ariane 5. Il montacarichi, chiamato Late Cargo Access Means (LCAM) permetteva ai tecnici l'accesso al vano pressurizzato dell'ATV per poter alloggiare gli ultimi rifornimenti, che venivano chiamati Late Cargo, qualche settimana prima del lancio. In questa missione, è stato impiegato un nuovo montacarichi, che aveva una maggiore capacità di carico. 
Il carico della missione è stato ulteriormente aumentato rispetto all'ultima missione ATV-3, ed era costituito da:
| Tipo                                           | Massa (kg) |
| ---------------------------------------------- | ---------- |
| Wet Cargo                                      |            |
| Propellente per il rifornimento della stazione | 860        |
| Acqua potabile                                 | 570        |
| Gas                                            | 100        |
| Propellente per le manovre di reboost          | 2380       |
| Dry Cargo                                      |            |
| Rifornimenti                                   | 1840       |
| Late cargo                                     | 640        |
| Totale carico netto                            | 6390       |
| Massa totale                                   | 20190      |

Tra i ricambi per la stazione spaziale c'era il Water Pump Assembly, una pompa per l'acqua che fa parte del sistema di controllo termico del modulo Columbus. 

#### Esperimenti scientifici
L'ATV-4 conteneva l'equipaggiamento e gli strumenti per diversi esperimenti scientifici, tra cui:
- Biological Rhythms 48hrs: Questo esperimento studia gli effetti della permanenza a lungo termine in condizioni di microgravità sui ritmi biologici umani[11]. Gli astronauti hanno indossato degli activatch, un dispositivo indossabile per il monitoraggio del ritmo sonno-veglia, per 96 ore e un Holter cardiaco per 48 ore.

- Astronaut's Energy Requirements for Long-Term Space Flight (Energy): lo scopo di questo esperimento era la misura delle modifiche nel bilancio energetico dei membri della stazione spaziale[12]. Nove astronauti sono stati monitorati per 3 mesi a Terra prima dell'inizio della missione, per tre mesi dopo l'arrivo alla stazione spaziale e dopo il ritorno a Terra. Sono stati raccolti i dati sul metabolismo, le urine e la densità ossea. A bordo della stazione spaziale è stato utilizzato il Pulmonary Function System (PFS), installato sul modulo Columbus. Il PFS, che fa parte dello Human Research Facility, un insieme di strumenti dedicati allo studio della fisiologia umana, esamina il respiro tramite l'effetto fotoacustico[13]. L'analisi dei dati raccolti permette di pianificare meglio la dieta e la quantità di esercizi fisici per gli astronauti. L'esperimento contribuisce anche a comprendere il bilancio energetico necessario a malati allettati.

- Capillary Flow Experiments-2 (CFE-2): l'esperimento misurava la bagnatura dei liquidi su superfici solide e le forze coinvolte nel fenomeno della capillarità[14]. I dati permettono di progettare sistemi migliori per la gestione dei fluidi nell'ambiente di microgravità della stazione spaziale, e per lo sviluppo di nuovi dispositivi medici diagnostici minaturizzati chiamati Lab-on-a-chip.

- Constrained Vapor Bubble (CVB): lo scopo dell'esperimento era di migliorare la comprensione della fisica dell'evaporazione e della condensazione in ambiente di microgravità e di come influenzano i processi di raffrescamento[15]. I dati permettono di migliorare la progettazione di scambiatori di calore e dei tubi di calore.

- Device for the Study of Critical Liquids and Crystallization-High Temperature Insert-Reflight (DECLIC-HTI-R): riguardava lo studio dell'acqua a temperature vicine al punto critico in ambiente di microgravità, per comprendere meglio i meccanismi di precipitazione dei sali nell'acqua e migliorare la progettazione di impianti che sfruttano il processo di ossidazione con acqua supercritica (Supercritical water oxidation - SCWO)[16]

- Experimental Assessment of Dynamic Surface Deformation Effects in Transition to Oscillatory Thermo capillary Flow in Liquid Bridge of High Prandtl Number Fluid (Dynamic Surf): l'obiettivo dell'esperimento è lo studio dell'effetto Marangoni. I dati permettono di progettare scambiatori di calore e tubi di calore più efficienti, sia per applicazioni spaziali che per quelle industriali a Terra.[17] La conoscenza approfondita di questo effetto è richiesta nella crescita cristallina nell'industria dei semiconduttori, nella produzione di strumenti medici e per l'analisi biomolecolare tramite micro total analysis system (micro-TAS)

### Pre-lancio
L'ATV-4 è partito da Brema il 31 agosto 2012 ed è stato trasportato via mare con la nave MN Sonja a Kourou, dove è arrivato il 17 settembre.
Durante il mese di gennaio 2013 sono state effettuate le operazioni di carico.
Tra marzo e aprile 2013 è stato completato l'assemblaggio della navetta ed è iniziato il trasferimento del propellente.  
A fine aprile, durante l'assemblamento dell'Integrated Cargo Carrier con il modulo di servizio, si è scoperto un problema con un connettore di un pezzo di equipaggiamento all'interno dell'ICC. Si è quindi deciso di staccare i due moduli, e riparare il connettore. Questo imprevisto ha fatto slittare la data di lancio al 5 giugno. Dopo aver riassemblato l'ATV è emerso un secondo problema, l'avaria di un Digital Signal Processing Unit (DSPU), che ha costretto i tecnici a disassemblare nuovamente la navetta. Dopo aver sostituito il componente, è stato necessario compiere nuovamente dei test. 
Il Launch Readiness Review è stato completato il 31 maggio e i responsabili dell'ESA e della stazione spaziale hanno autorizzato il lancio della navetta il 3 giugno.

### Cronologia

#### 5 giugno (lancio)
Il lancio dell'ATV-4 è avvenuto regolarmente tramite il lanciatore Ariane 5 ES alle 21:52.. Normalmente, dopo essere stato portato in orbita dal lanciatore, la navetta impiega cinque giorni per raggiungere la stazione spaziale. Durante questo periodo venivano effettuate diverse verifiche dei sistemi dell'ATV.
Durante questa missione, l'ATV ha impiegato invece dieci giorni prima di effettuato il docking alla stazione. La causa era dovuta alla logistica del centro spaziale di Kourou, in cui erano programmati diversi lanci di satelliti. Quindi i responsabili della missione hanno deciso di lanciare la navetta il prima possibile per non intralciare l'attività del centro. Dopo il decollo dell'ATV, si è dovuto attendere il termine della missione 51P della navetta Progress, che in quel momento era agganciata alla stazione tramite il portello di destinato all'ATV. La navetta russa ha effettuato l'undocking dalla stazione l'11 giugno, e sono stati necessari altri quattro giorni per verificare che i sensori del portello, necessari all'ATV per le manovre di docking, non fossero stati danneggiatiper un inconveniente avvenuto durante la manovra di docking della Progress ad aprile. Quindi l'ATV non ha potuto effettuato il docking alla stazione prima del 15 giugno, e si è deciso di effettuare un avvicinamento più lento.

#### 10 giugno
L'ATV-4 ha iniziato le prime due manovre di avvicinamento alla stazione. Le manovre sono chiamate Transfer to Phasing Orbit (TPO) e hanno portato la navetta ad un'orbita di 295 km. Il lanciatore Ariane 5 posiziona la navetta ad un'orbita di 260 km, mentre la stazione si trova ad un'altezza di 390-400 km(5a).

#### 11 giugno
Durante la giornata dell'11 giugno è stata provata la Collision Avoidance Manoeuvre (CAM).

#### 12 giugno
Le previste manovre di avvicinamento alla stazione, dette midterm boost, sono state ricalcolate a causa di un detrito spaziale che sarebbe passato troppo vicino alla navetta. Le nuove manovre sono state calcolate in modo da far transitare il detrito ad una distanza sicura, circa 3 km, dalla traiettoria della navetta.

#### 13 giugno
Il 13 giugno è stata provata la funzionalità della sonda di docking (docking probe) della navetta. Nel frattempo, sulla stazione, gli astronauti Luca Parmitano e Aleksandr Misurkin hanno completato delle esercitazioni riguardanti le operazioni di docking. Il loro compito durante la fase finale di avvicinamento, automatizzata, era il monitoraggio delle manovre finali dell'ATV per essere pronti ad intervenire manualmente in caso di problemi.

#### 14 giugno

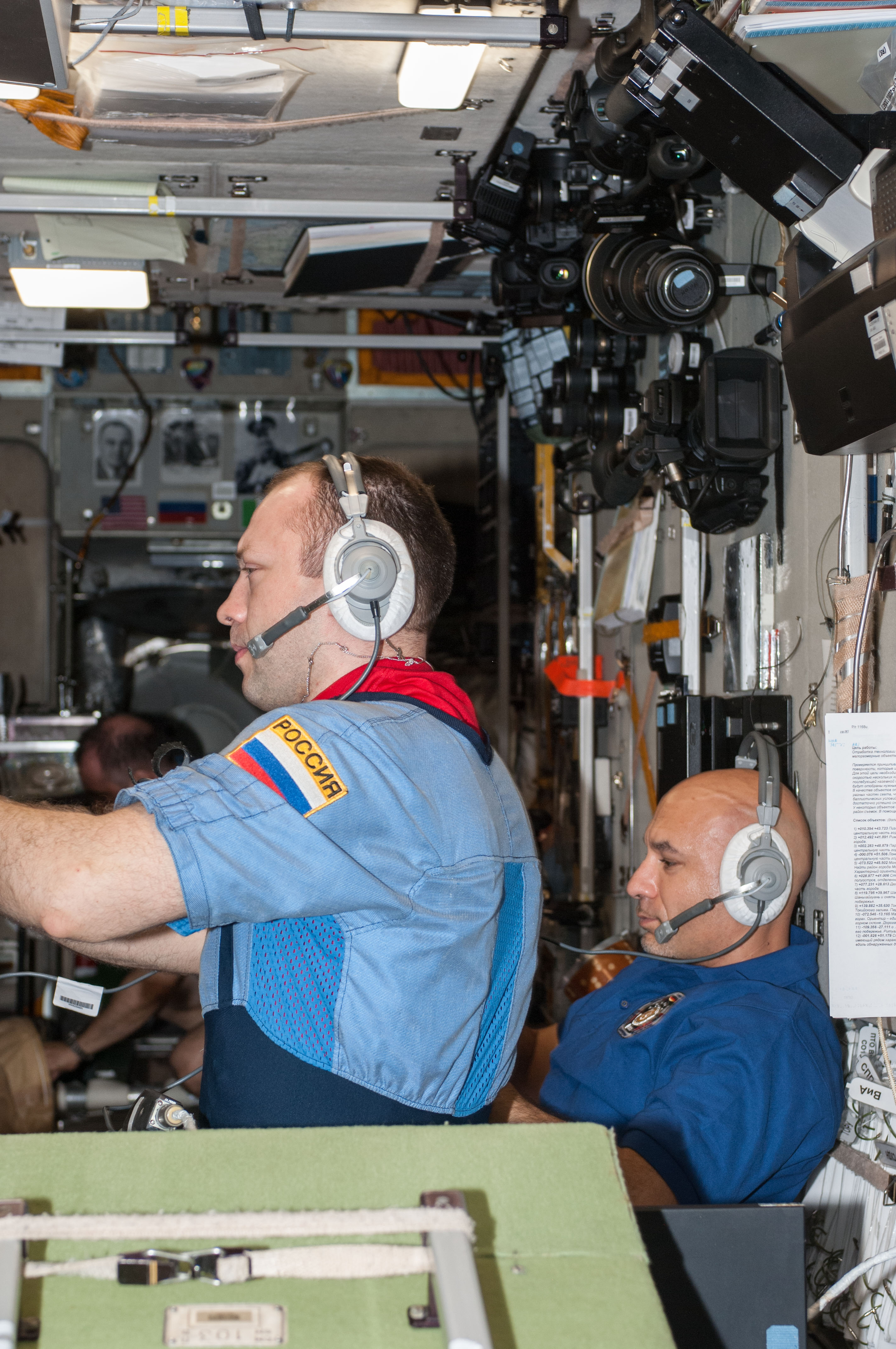
Gli astronauti Aleksandr Misurkin (a sinistra) e Luca Parmitano monitorano l'avvicinamento dell'ATV all'interno del modulo Zvezda

Le ultime due manovre di avvicinamento, chiamate Transfer to ISS Vicinity (TIV) sono state effettuate con successo, portando la navetta ad un'orbita di 410 km nel punto S2, situato a 200 km di distanza dalla stazione spaziale e 10 km sotto di essa. I punti "S" sono chiamati "Station keeping points", e sono punti di stazionamento dove la navetta si ferma per eseguire dei controlli o attivare i sistemi per l'avvicinamento alla stazione. Successivamente, l'ATV ha raggiunto il punto S-1/2, situato a 39 km di distanza e 5 km sotto alla stazione. In questo punto, la navetta ha attivato il sistema di navigazione GPS relativo. Con questo sistema, sia la navetta che la stazione spaziale determinano la loro posizione tramite il GPS, e si scambiano questi dati per calcolare la loro posizione relativa.

#### 15 giugno

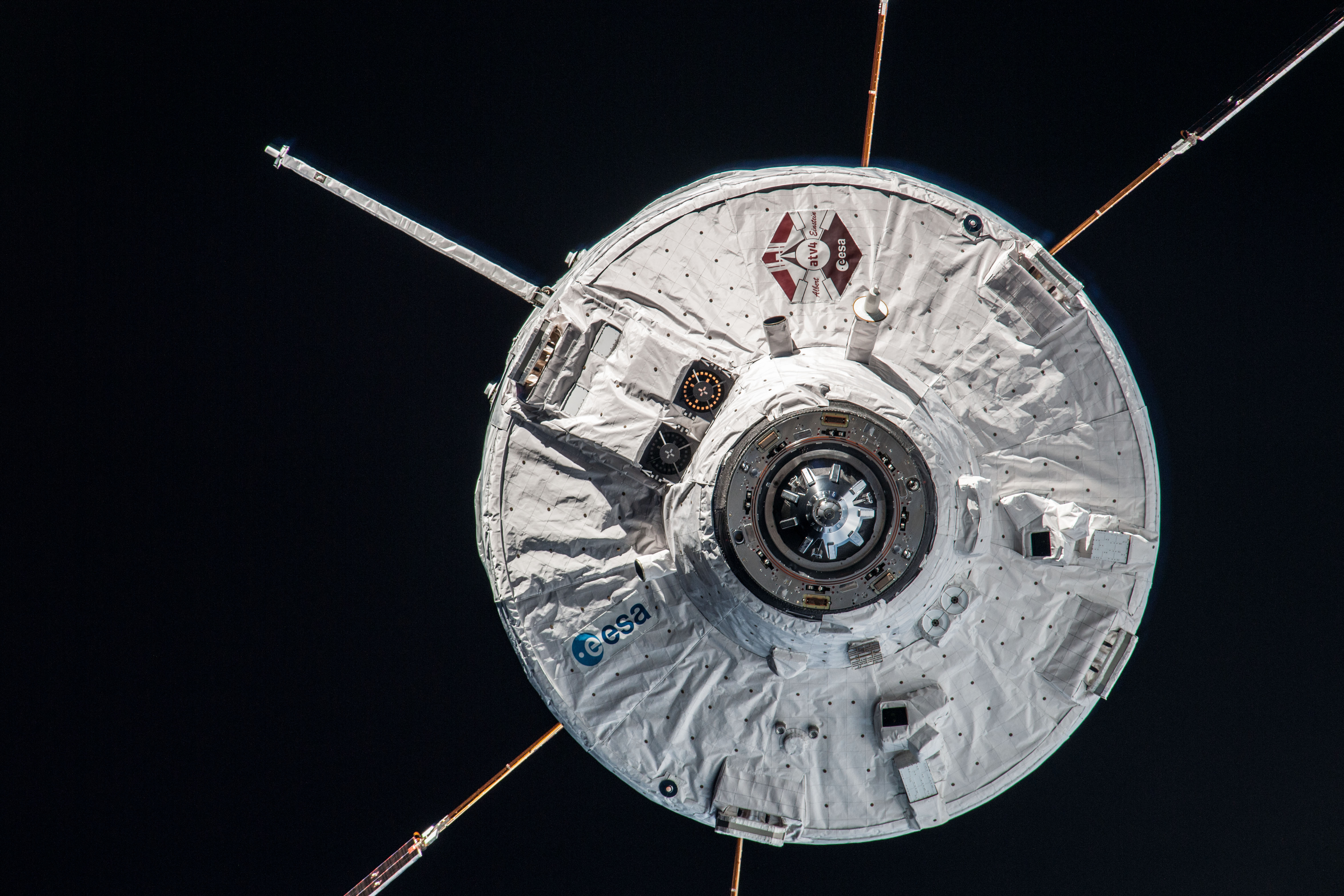
L'ATV durante le fasi finali di avvicinamento alla stazione spaziale

L'avvicinamento e il docking alla stazione sono stati completati con successo alle 14:07 UTC. 

#### 18 giugno
Sono stati aperti i portelli tra la stazione e l'ATV, e gli astronauti hanno installato nel vano cargo della navetta un dispositivo per purificare l'aria della navetta e rimuovere eventuali contaminanti fuoriusciti dal carico durante la fase di decollo. 

#### 19 giugno
L'ATV ha effettuato la prima manovra per l'innalzamento dell'orbita della stazione. I propulsori del suo Orbital Control System sono stati accesi per circa 407 secondi.

#### 10 luglio
L'ATV ha effettuato una nuova manovra per l'innalzamento della stazione spaziale. I propulsori sono stati attivati per circa 10 minuti, con un delta-v (variazione della velocità della stazione) di 1,45 m/s e consumando 199 kg di propellente. 

#### 30 luglio
Il software di bordo dell'ATV ha disattivato il Data Processing Unit 3 (DPU 3). La navetta possedeva tre DPU identici che funzionano in parallelo. Sebbene l'ATV poteva funzionare con un solo DPU, per ragioni di sicurezza, e in particolar modo durante le delicate fasi di docking alla stazione o del trasferimento di propellente, almeno due DPU su tre dovevano essere in accordo, ovvero concordare nel calcolo dei dati. Questa modalità di funzionamento è detta modalità triplex. In caso di malfunzionamento di un DPU era possibile far funzionare la navetta nella cosiddetta modalità degradata, in cui i due DPU funzionanti devono concordare. La modalità è detta anche modalità duplex.
Il 23 luglio, la navetta ha disattivato il DPU 2, a causa di un errore rilevato dal software. Successivamente è entrata nella modalità di funzionamento duplex. Il 28 luglio è stato disattivato anche il DPU 3, per una ragione simile, lasciando l'ATV in funzione con il solo DPU 1. 
Questa situazione, che non ha comportato rischi per l'equipaggio della stazione, avrebbe tuttavia impedito il previsto rifornimento del propellente. Il 29 luglio i team del centro di controllo missione hanno riavviato in sicurezza i DPU 2 e 3, ripristinando le normali funzionalità della navetta.

#### 1 agosto
Il  1 agosto è stato terminato il rifornimento di 860 kg di propellente nei serbatoi del modulo Zvezda. A questo punto della missione, gli astronauti avevano scaricato tutti i 2480 kg del Dry Cargo e caricato l'ATV con 1213 kg di rifiuti.

#### 31 agosto
L'ATV ha attivato due dei suoi quattro propulsori per effettuare la seconda manovra di innalzamento dell'orbita della stazione. Dopo essere stati accesi per 185 secondi, la velocità della stazione è aumentata di 0,48 m/s, consumando 68 kg di propellente.

#### 15 settembre
La navetta ha compiuto la terza manovra di innalzamento della quota della stazione spaziale. Due dei quattro propulsori sono stati accesi per 205 secondi, aumentando la velocità di 0,5 m/s e consumando 68 kg di propellente.

#### 02 ottobre
La quarta manovra di innalzamento dell'orbita della stazione è stata completata con successo. I propulsori sono stati accesi per 815 secondi, aumentando la velocità di 1,85 m/s e consumando 271 kg di propellente. 

#### 23 ottobre
L'ultima manovra di innalzamento dell'orbita della stazione è stata eseguita il 23 ottobre, aumentando la velocità della stazione di 0,6 m/s e aumentando l'orbita di circa 2 km. La manovra, della durata di 256 secondi ha consumato 86 kg di propellente.

### Rientro
Il 24 ottobre è stato autorizzato l'undocking della navetta ATV-4, che è stata caricata con 1657 kg di rifiuti solidi e 503 l di rifiuti liquidi. L'equipaggio ha scattato delle fotografie del vano di carico riempito di rifiuti, che sono state inviate a Terra per essere analizzate. Questa procedura era necessaria per verificare che il carico fosse ben bilanciato. Il giorno successivo sono stati chiusi i portelli tra la stazione e la navetta alle 16:19 CEST. 
L'undocking dalla stazione è avvenuto alle 09:55 CET del 28 ottobre. Dopo l'allontanamento dalla stazione, l'ATV ha eseguito le due manovre necessarie per il rientro nell'atmosfera terrestre il 2 novembre. Nella prima manovra DEO1 (De-Orbit Manoeuvre) la navetta ha rallentato di 26 m/s tramite un'accensione di 7 minuti dei propulsori. La DEO2 ha rallentato ulteriormente l'ATV di 88 m/s con un'accensione di 23 minuti. La navetta è quindi rientrata nell'atmosfera distruggendosi sopra all'oceano Pacifico del sud il 2 novembre dopo cinque mesi di missione.